# Huillé-Lézigné
Huillé-Lézigné é uma comuna francesa na região administrativa do País do Loire, no departamento de Maine-et-Loire. Estende-se por uma área de 21.83 km². Em 2010 a comuna tinha 1 339 habitantes (densidade: 61,3 hab./km²).
Foi criada em 1 de janeiro de 2019, a partir da fusão das antigas comunas de Lézigné (sede da comuna) e Huillé.